# Nike Iroquois
Nike Iroquois (auch Niro) ist die Bezeichnung einer zweistufigen amerikanischen Höhenforschungsrakete. Die Nike Iroquois wurde zwischen 1964 und 1978 213 Mal gestartet. Die Gipfelhöhe der Nike Iroquois beträgt 290 km, der Startschub 217,00 kN, die Startmasse 700 kg und die Länge 8,00 m.